# Papustyla pulcherrima
Papustyla pulcherrima es una especie de molusco gasterópodo de la familia Camaenidae en el orden de los Stylommatophora.

## Distribución geográfica
Es endémica de la isla Manus y alguna pequeña isla adyacente (Papúa Nueva Guinea).